# Hans Kroliczak
Hans Kroliczak (* 11. August 1936 in Stegers (Pommern); † 8. Februar 2006) war ein deutscher Polizist und Schriftsteller.

## Leben
Hans Kroliczaks Familie gelangte nach der Vertreibung aus Pommern 1946 nach Kiel. Er besuchte die Volks- und Mittelschule; anschließend absolvierte er eine Lehre
als Gärtner. 1956 begann er eine Ausbildung zum Polizisten in Münster. Von 1958 bis 1960 gehörte er der Bereitschaftspolizei in Bochum an. Es folgte die Versetzung zur Kölner Schutzpolizei, bei der Kroliczak bis 1967 Motorradstreife fuhr. Danach arbeitete er bis 1988 bei der Kölner Kriminalpolizei. Neben seiner Tätigkeit als Polizist schrieb er seit 1974 literarische Texte.
Hans Kroliczaks literarisches Werk umfasst Erzählungen, Reportagen, Gedichte und Theaterstücke.
Hans Kroliczak gehörte dem Verband Deutscher Schriftsteller und (als Ehrenmitglied) der Literarischen Gesellschaft Köln an. Er erhielt 1976 ein Stipendium für Literatur Landes Nordrhein-Westfalen sowie 1989 Einladungen der Villa Massimo und des Künstlerdorfes Schöppingen.

## Werke
- Krimis und andere Gedichte, Leverkusen 1976
- Kein so harter Bursche, Hannoversch Münden 1983
- Rötpöl, Hannoversch Münden 1985
- Marmor, Tuff und Beton, Berlin 1991

| Personendaten    | Personendaten                         |
| ---------------- | ------------------------------------- |
| NAME             | Kroliczak, Hans                       |
| KURZBESCHREIBUNG | deutscher Polizist und Schriftsteller |
| GEBURTSDATUM     | 11. August 1936                       |
| GEBURTSORT       | Stegers (Pommern)                     |
| STERBEDATUM      | 8. Februar 2006                       |